# Pipistrellus kuhlii
Pipistrellus kuhlii односно белоруби слепи мишић је врста слепог миша која припада роду Pipistrellus и фамилији вечерњака (Vespertilionidae). Припадници ове врсте су присутни у Србији током целе године и најчешће прекидају хибернацију већ при првим топлијим данима пролећа, најчешће у марту. P. kuhlii је најурбанизованија врста слепог миша у Србији. Већина налаза је управо у градовима и другим насељима, без обзира на тип или величину насеља. У градовима се често виђа и представља доминанту врсту. При лову уме да приказује агресивно понашање према припадницима других врста слепих мишева. Налазишта ове врсте су везана за уски опсег надморске висине који најчешће не прелази 200 m (најмања висина је 40 m, а највиша 247 m).

## Опште карактеристике
P. kuhlii  је слепи миш малих димензија. Дужина подлактице мери од 30 до 37 cm, а нормална тежина јединке је од 5 до 8 грама. Дорзално крзно је смеђе, често светло смеђе, готово беж боје, вентрално је нешто светлије сивкастосмеђе боје. Лице адулта је црвенкастосмеђе боје док је код млађих јединки чешће тамносмеђе боје. Уши и трагус су истог облика као и код осталих врста из рода Pipistrellus. Крила ове врсте су релативно уска, а бочна летна мембрана полази од основе прстију стопала. На рубу крила између петог прста и стопала углавном има јасно видљиву белу линију која није присутна тек код појединих јединки. 

У отвореним подручијима  испуштају ултразвуке трајања 14 ms QCF типа са пик фреквенцијом од 34 до 38.5 kHz, FM – QCF типа са вишoм пик фреквенцијом до 40 kHz; FM сигнали у близини препрека имају крајњу фреквенцију до 45kHz. Социјални позиви (крајња фрекв. од 14 до 17 kHz) су корисни за разликовање ове врсте од врсте Pipistrellus nathusii. 

## Распрострањење
P. kuhlii је врста широко распрострањена у средоземљу. На западу долази до Шпаније, Португалије и Француске, на југу Европе насељава Италију и Балканско полуострво. Такође се налази и на југу Немачке, у Аустрији, Словенији и Мађарској. На северу допире до крајњег југозапада Русије, а на истоку до Пакистана. На Афричком континенту распрострањена је на крајњој северној обали и не продире далеко у континент, а у целини насељава и Арабијско полуострво. Врста није забележена у Анатолији, али је присутна дуж граница Турске. У последњих неколико деценија P. kuhlii је померио границу свог ареала са 45 ° сгш на 53 ° сгш, а бележени су и први налази у Кини. 

### Станиште и исхрана
P. kuhlii је карактеристични становник урбаних екосистема и врло је синантропна врста. Ова врста често налази склониште у зградама, испод ролетни, испод црепова, у зидовима итд.
Храну тражи првенствено у урбаним срединама, парковима, дрворедима и често при уличној расвети. Храни се искључиво инсектима. У градовима и воденим стаништима највише се хране инсектима из реда Hymenoptera и Diptera. Лове у лету, често у групама. Висина лета је око 10 m, али често се могу видети како лете и на далеко већим висинама (неколико стотина метара) уколико лове већа јата инсеката. Лове пред сумрак, а воду пију из бара, резервоара и других мањих водених тела.

## Репродуктивно понашање и парење
Породиљске колоније најчешће броје око 20 јединки, ретко до 100 јединки, а мужијаци остају уз колонију у ретким случајевима. Обично се налазе у пукотинама фасаде, кутијама за ролетне, испод црепова, у зидовима, итд. 
Младунци репродуктивну зрелост достижу прву јесен након рађања. Сезона парења траје од августа до септембра. Често се паре у колонијама али и појединачно при чему мужијаци изводе свадбени лет. Крајем маја и почетком јуна рађа се 1-2 младунаца.

## Законска заштита
Врста се налази на листи EUROBATS споразума, поред тога је у окиру Бонске конвенције смештена у Додатак II. По Правилнику о проглашењу и заштити строго заштићених и заштићених дивљих врста биљака, животиња и гљива ("Службени гласник РС", бр. 5/2010, 47/2011, 32/2016 и 98/2016) ова врста спада у строго заштићене врсте (Прилог I). У оквиру Бернске конвенције је сврстана у Додатак II– строго заштићене дивље врсте, а у оквиру ЕУ директиве о стаништима и врстама у Додатак IV.